# Jean-Pierre Le Coadic
Jean-Pierre Le Coadic, né le 17 février 1952 à Rennes et mort le 16 juillet 2011 dans la même ville, est un homme politique français.

## Biographie
Professeur d'éducation physique et sportive (EPS) de profession, il est député de la 2e circonscription du Val-d'Oise de 1981 à 1986 et maire de Taverny de 1977 à 1983. À l'époque, il est le plus jeune député-maire de France. Systématiquement élu sous l'étiquette du PS, il décide cependant de quitter ce parti après que le président François Mitterrand ait accueilli le dictateur polonais Jaruzelski à l'Élysée le 4 décembre 1985. Aux élections régionales de 1986, il figure en dernière position sur la liste Convergence 95 de Mehdi Lallaoui. 
Il meurt le 16 juillet 2011 dans sa ville natale de Rennes. Incinéré, ses cendres sont dispersées au jardin du souvenir du cimetière de la Plaine, à Taverny,.  
Le principal stade de Taverny porte aujourd'hui son nom. 